# Willy Lindström
Pour les articles homonymes, voir Lindström.
Bo Morgan Willy Lindström (né le 5 mai 1951 à Grums en Suède) est un joueur professionnel suédois de hockey sur glace. Il évolue au poste d'attaquant. Son frère Evert et son fils Liam ont également joué en professionnel.

## Biographie

### Carrière en club
Formé au Grums IK, il débute dans la Division 1 en 1967. En 1972, il découvre l'Elitserien avec le Frölunda HC. Trois ans plus tard, il part en Amérique du Nord. Il porte les couleurs des Jets de Winnipeg dans l'Association mondiale de hockey. Les Jets remportent le Trophée mondial Avco 1978 et 1979. L'AMH cesse ses activités et les Jets rejoignent alors la Ligue nationale de hockey. Le 2 mars 1982, il inscrit cinq buts dans un même match. Lindström décroche la Coupe Stanley 1984 et 1985 avec les Oilers d'Edmonton. Après deux saisons avec les Penguins de Pittsburgh, il revient en Suède chez le Brynäs IF en 1987. Il met un terme à sa carrière en 1990.

### Carrière internationale
Il représente la Suède au niveau international avec laquelle il participe aux championnats du monde 1974 et 1975 ainsi qu'à la Coupe Canada 1976.

## Statistiques
Pour les significations des abréviations, voir statistiques du hockey sur glace.

### En club
| Saison     | Équipe                      | Ligue      |     | Saison régulière | Saison régulière | Saison régulière | Saison régulière | Saison régulière |    | Séries éliminatoires | Séries éliminatoires | Séries éliminatoires | Séries éliminatoires | Séries éliminatoires |
| Saison     | Équipe                      | Ligue      | PJ  | B                | A                | Pts              | Pun              | PJ               | B  | A                    | Pts                  | Pun                  |                      |                      |
| 1967-1968  | Grums IK                    | Division 1 | 22  | 11               | 6                | 17               |                  |                  |    |                      |                      |                      |                      |                      |
| 1968-1969  | Grums IK                    | Division 1 | 21  | 11               | 10               | 21               |                  |                  |    |                      |                      |                      |                      |                      |
| 1969-1970  | Grums IK                    | Division 1 | 19  | 30               | 12               | 42               |                  |                  |    |                      |                      |                      |                      |                      |
| 1970-1971  | Vastra Frolunda HC Goteborg | Elitserien | 14  | 7                | 4                | 11               | 10               | 8                | 3  | 0                    | 3                    | 2                    |                      |                      |
| 1971-1972  | Frölunda HC                 | Elitserien | 27  | 12               | 11               | 23               | 18               |                  |    |                      |                      |                      |                      |                      |
| 1972-1973  | Frölunda HC                 | Elitserien | 14  | 7                | 5                | 12               | 14               | 14               | 6  | 1                    | 7                    | 4                    |                      |                      |
| 1973-1974  | Frölunda HC                 | Elitserien | 27  | 19               | 11               | 30               | 22               |                  |    |                      |                      |                      |                      |                      |
| 1974-1975  | Frölunda HC                 | Elitserien | 29  | 18               | 15               | 33               | 24               |                  |    |                      |                      |                      |                      |                      |
| 1975-1976  | Jets de Winnipeg            | AMH        | 81  | 23               | 36               | 59               | 32               | 13               | 4  | 7                    | 11                   | 2                    |                      |                      |
| 1976-1977  | Jets de Winnipeg            | AMH        | 79  | 44               | 36               | 80               | 37               | 20               | 9  | 6                    | 15                   | 22                   |                      |                      |
| 1977-1978  | Jets de Winnipeg            | AMH        | 77  | 30               | 30               | 60               | 42               | 8                | 3  | 4                    | 7                    | 17                   |                      |                      |
| 1978-1979  | Jets de Winnipeg            | AMH        | 79  | 26               | 36               | 62               | 22               | 10               | 10 | 5                    | 15                   | 9                    |                      |                      |
| 1979-1980  | Jets de Winnipeg            | LNH        | 79  | 23               | 26               | 49               | 20               |                  |    |                      |                      |                      |                      |                      |
| 1980-1981  | Jets de Winnipeg            | LNH        | 72  | 22               | 13               | 35               | 45               |                  |    |                      |                      |                      |                      |                      |
| 1981-1982  | Jets de Winnipeg            | LNH        | 74  | 32               | 27               | 59               | 33               | 4                | 2  | 1                    | 3                    | 2                    |                      |                      |
| 1982-1983  | Jets de Winnipeg            | LNH        | 63  | 20               | 25               | 45               | 8                |                  |    |                      |                      |                      |                      |                      |
| 1982-1983  | Oilers d'Edmonton           | LNH        | 10  | 6                | 5                | 11               | 2                | 16               | 2  | 11                   | 13                   | 4                    |                      |                      |
| 1983-1984  | Oilers d'Edmonton           | LNH        | 73  | 22               | 16               | 38               | 38               | 19               | 5  | 5                    | 10                   | 10                   |                      |                      |
| 1984-1985  | Oilers d'Edmonton           | LNH        | 80  | 12               | 20               | 32               | 18               | 18               | 5  | 1                    | 6                    | 8                    |                      |                      |
| 1985-1986  | Penguins de Pittsburgh      | LNH        | 71  | 14               | 17               | 31               | 30               |                  |    |                      |                      |                      |                      |                      |
| 1986-1987  | Penguins de Pittsburgh      | LNH        | 60  | 10               | 13               | 23               | 6                |                  |    |                      |                      |                      |                      |                      |
| 1987-1988  | Brynäs IF                   | Elitserien | 35  | 14               | 9                | 23               | 38               |                  |    |                      |                      |                      |                      |                      |
| 1988-1989  | Brynäs IF                   | Elitserien | 29  | 12               | 5                | 17               | 26               | 5                | 3  | 1                    | 4                    | 4                    |                      |                      |
| 1989-1990  | Brynäs IF                   | Elitserien | 29  | 8                | 5                | 13               | 12               | 3                | 0  | 0                    | 0                    | 0                    |                      |                      |
| Totaux LNH | Totaux LNH                  | Totaux LNH | 582 | 161              | 162              | 323              | 200              | 57               | 14 | 18                   | 32                   | 24                   |                      |                      |

### En équipe nationale
| Année | Compétition          |   | PJ | B | A  | Pts | Pun | +/-                |  | Résultat |
| 1974  | Championnat du monde | 9 | 7  | 5 | 12 | 6   |     | Médaille de bronze |  |          |
| 1975  | Championnat du monde | 8 | 2  | 1 | 3  | 4   |     | Médaille de bronze |  |          |
| 1976  | Coupe Canada         | 1 | 0  | 0 | 0  | 5   |     | Quatrième place    |  |          |